# Threshold House
Threshold House to jedna z wytwórni płytowych założonych przez Petera Chrostophersona i Jhona Balance'a z Coil, by móc gdzie wydawać płyty Coila i pobocznych projektów członków grupy. Inne wytwórnie płytowe Christophersona i Balance'a nazywały się Eskaton i Chalice. Threshold House to także nazwa

## Katalog

### Seria LOCI
| Catalogue number | Release title                                 | Format    | Release date |
| ---------------- | --------------------------------------------- | --------- | ------------ |
| LOCI 1           | Gold Is The Metal With The Broadest Shoulders | 12" vinyl | 1987         |
| LOCI S1          | Themes For Derek Jarman's Blue                | 7" vinyl  | 1993         |
| LOCI 2           | The Wheel/The Wheal                           | 7" vinyl  | 1987         |
| LOCI CD2         | Unnatural History                             | CD        | 1990         |
| LOCI 3           | Windowpane                                    | 12" vinyl | 1990         |
| LOCI CD4         | Stolen & Contaminated Songs                   | CD        | 1992         |
| LOCI 5           | How To Destroy Angels                         | CD        | 1992         |
| LOCI CD 6        | The Angelic Conversation                      | CD        | 1994         |
| LOCI CD 7        | Windowpane & The Snow                         | CD        | 1995         |
| LOCI 8           | (none)                                        |           |              |
| LOCI 9           | (none)                                        |           |              |
| LOCI CD 10       | Unnatural History II                          | CD        | 1995         |
| LOCI CD 11       | Gold Is The Metal With The Broadest Shoulders | CD        | 1996         |
| LOCI CD 12       | Unnatural History III                         | CD        | 1997         |
| LOCI CD 13       | Transparent                                   | CD        | 1998         |
| LOCI 14          | Astral Disaster                               | 12" vinyl | 2000         |
| LOCI CD 14       | Astral Disaster                               | CD        | 2000         |
| LOCI CD 15       | Scatology                                     | CD        | 2001         |
| LOCI CD 16       | Horse Rotorvator                              | CD        | 2001         |
| LOCI CD 17       | Love's Secret Domain                          | CD        | 2001         |
| LOCI CD 18       | Live One                                      | 2XCD      | 2003         |
| LOCI CD 19       | Live Two                                      | CD        | 2003         |
| LOCI CD 20       | Live Three                                    | CD        | 2003         |
| LOCI CD 21       | Live Four                                     | CD        | 2003         |

### Seria THRESH & THBKK
| Artist                        | Catalogue number | Release title                          | Format          | Release date     |
| ----------------------------- | ---------------- | -------------------------------------- | --------------- | ---------------- |
| Coil                          | THRESH1          | …And the Ambulance Died in His Arms    | CD              | 2003 April 04    |
| Coil                          | THRESH2          | The Ape of Naples                      | CD, 2x12" vinyl | 2005 December 02 |
| Coil                          | THBKK1           | The Remote Viewer (remastered edition) | 2xCD            | 2006 August      |
| Coil                          | THBKK2           | Black Antlers (remastered edition)     | 2xCD            | 2006 August      |
| The Threshold HouseBoys Choir | THBKK3           | Form Grows Rampant                     | CD + DVD        | 2007             |